# Anthophora pretiosa
Anthophora pretiosa är en biart som först beskrevs av Heinrich Friese 1919. Den ingår i släktet pälsbin och familjen långtungebin. Inga underarter finns listade i Catalogue of Life.

## Beskrivning
Endast hanen är beskriven.
Arten är stor för att vara ett pälsbi, med en kroppslängd mellan 15,5 och 16 mm. Grundfärgen är svart, men hanens ansikte är blekgult, med likaledes blekgul behåring. Mellankroppen och första tergiten (segmenten på bakkroppens ovansida) har rödbrun, upprätstående päls. Tergit 2 har blekgul päls, i den bakre tredjedelen uppblandad med svarta hår. Tergit 3 till 5 är svartpälsade. Undersidan har blekgrå päls vid huvudet, blekgul till gulaktig under mellankropp och bakkropp.

## Ekologi
Som alla i släktet är arten ett solitärt bi och en skicklig flygare som föredrar torrare klimat. Litet är i övrigt känt om arten; den har påträffats under februari..

## Utbredning
Anthophora pretiosa förekommer i Egypten.. 